# Oleg Kosiak
Oleg Kosiak (Ucrania, 26 de noviembre de 1975) es un gimnasta artístico ucraniano, medallista de bronce olímpico en 1996 en el concurso por equipos.

## 1996
En los JJ. OO. de Atlanta (Estados Unidos) gana el bronce en el concurso por equipos, tras Rusia (oro) y China (plata), siendo sus compañeros: Vladimir Shamenko, Grigory Misutin, Ihor Korobchynskyi, Rustam Sharipov, Olexander Svitlichni y Yuri Yermakov.